# Kymberly García
Kymberly García (castellà: Kimberly García)  (Huancayo, Perú 19 d'octubre de 1993, 19 d'octubre de 1993) és una atleta peruana especialitzada en la marxa atlètica. En el Campionat del Món d'Oregon del 2022 va guanyar dues medalles d'or, en les modalitats de 20 i 35km marxa. Això va suposar la primera medalla d'or del Perú en uns Campionats del Món de la seva història i també va ser la primera dona sudamericana en guanyar dues medalles d'or en un Campionat del Món.